# 松浦良充
松浦 良充（まつうら よしみつ、1958年9月3日 - ）は、日本の教育学者。学校法人慶應義塾常任理事、慶應義塾大学文学部教授、日本教育学会副会長。

## 人物・経歴
1982年同志社大学文学部文化学科教育学専攻卒業。1984年国際基督教大学大学院教育学研究科教育原理専攻教育哲学専修博士前期課程修了、教育学修士。1987年国際基督教大学大学院教育学研究科教育原理専攻教育哲学専修博士後期課程単位取得退学。1988年明治学院大学文学部専任講師。1991年同助教授。1995年シカゴ大学社会科学研究科教育学部門客員研究員。1997年明治学院大学文学部教授。2002年慶應義塾大学文学部教授。2003年慶應義塾大学大学院社会学研究科委員、慶應義塾大学文学部学習指導副主任。2004年日本学術振興会特別研究員等審査会専門委員。2007年慶應義塾大学文学部学習指導主任。2009年シカゴ大学学士課程カレッジ部長室客員研究員。2010年日本デューイ学会理事。2011年慶應義塾大学文学部長補佐、日本学術会議連携会員。2012年教育思想史学会会長。2015年学校法人慶應義塾理事、慶應義塾大学文学部長、日本教育学会副会長、教育哲学会機関誌編集委員長、日本教育学会機関誌編集委員長。2021年学校法人慶應義塾常任理事（教育（主管）、入試、研究（共管）、一貫教育校（共管）、情報基盤 (IT)（共管））。

## 編著
- 『いま教育を考えるための8章 : 現代教育の基礎理論』川島書店 1991年
- 『現代教育の争点・論点』一藝社 2015年
- 『いま、教育と教育学を問い直す : 教育哲学は何を究明し、何を展望するか』（共編著）東信堂 2019年